# Desperate Character
Desperate Character — первый сольный студийный альбом британской певицы и автора песен Кирсти Макколл, выпущенный в 1981 году. Альбом был переиздан в марте 1985 года под названием Kirsty MacColl, причём три трека были заменены другими песнями. Альбом был ремастирован и впервые выпущен на компакт-диске 8 октября 2012 года на лейбле Union Square Music и содержит оригинальный список из двенадцати треков.

## Список композиций
| №  | Название                                                   | Автор(ы)                     | Длительность |
| -- | ---------------------------------------------------------- | ---------------------------- | ------------ |
| 1. | «Clock Goes Round»                                         | Кирсти Макколл               | 2:36         |
| 2. | «See That Girl»                                            | Кирсти Макколл               | 3:02         |
| 3. | «There’s a Guy Works Down the Chip Shop Swears He’s Elvis» | Кирсти Макколл, Филип Рэмбоу | 3:09         |
| 4. | «Teenager in Love»                                         | Кирсти Макколл               | 2:37         |
| 5. | «Mexican Sofa»                                             | Кирсти Макколл, Лу Эдмондс   | 3:17         |
| 6. | «Until the Night»                                          | Кирсти Макколл, Фил Джонстон | 3:14         |

| №  | Название                                                                     | Автор(ы)                         | Длительность |
| -- | ---------------------------------------------------------------------------- | -------------------------------- | ------------ |
| 1. | «Falling for Faces»                                                          | Кирсти Макколл, Лу Эдмондс       | 2:33         |
| 2. | «Just One Look»                                                              | Дорис Пейн, Грегори Кэрролл      | 2:23         |
| 3. | «The Real Ripper»                                                            | Кирсти Макколл, Лу Эдмондс       | 3:28         |
| 4. | «Hard to Believe»                                                            | Кирсти Макколл                   | 2:22         |
| 5. | «He Thinks I Still Care»                                                     | Ройден Дики Липскомб, Стив Даффи | 2:57         |
| 6. | «There’s a Guy Works Down the Chip Shop Swears He’s Elvis» (Country Version) | Кирсти Макколл, Филип Рэмбоу     | 3:47         |

## Позиции в хит-парадах
Еженедельные чарты:
| Год  | Хит-парад                                  | Высшая позиция | Пребывание |
| ---- | ------------------------------------------ | -------------- | ---------- |
| 1981 | Нидерланды (Nationale Hitparade LP Top 50) | 44             | 1 неделя   |